# Méthyltriénolone
Le methyltrienolone (ou metribolone ou R1881) est un produit stéroïde anabolisant utilisé par certains sportifs comme dopant. Sa formule est C19H24O2.
L'athlète grecque Fani Halkia, championne olympique du 400 m haies en 2004 a été contrôlée positive à ce produit et n'a pu défendre son titre. Au total, 18 athlètes grecs dont 11 haltérophiles ont été contrôlés positifs à ce produit lors d'une série de tests avant les Jeux olympiques d'été de 2008 à Pékin.